# Sirius
För andra betydelser, se Sirius (olika betydelser).
Sirius eller Alfa Canis Majoris (α Canis Majoris, förkortat Alfa CMa, α CMa), som är stjärnans Bayer-beteckning, även känd som hundstjärnan, är huvudstjärnan i stjärnbilden Stora hunden. Från jorden sett är Sirius den klarast lysande stjärnan (bortsett från solen). Sirius ligger 8,6 ljusår från solen och är därmed en av de stjärnor som ligger närmast jorden.
Friedrich Wilhelm Bessel fastslog 1841 efter upptäckten av Sirius skenbara "vaggning" att Sirius måste ha en ännu inte upptäckt följeslagare. Denna upptäcktes 1862 av Alvan Graham Clark. Stjärnorna ligger på ett avstånd av 20 AE från varandra och gör ett varv kring varandra på 50 år. Den mindre stjärnan, Sirius B, är en vit dvärg.

## Allmänt
Sirius är den starkast lysande stjärnan på stjärnhimlen, mer än dubbelt så stark som den näst ljusaste, Canopus. Den är dock inte lika ljus som Venus eller Jupiter. Sirius är synlig från i princip alla bebodda delar av jorden, det är bara från platser belägna på 73 grader nordlig bredd eller nordligare som stjärnan inte kan ses. Utgår man från stjärnbilden Orion är det lätt att lokalisera Sirius, genom att förlänga Orions bälte mot sydost så hittar man stjärnan. Sirius bildar tillsammans med Betelgeuse och Procyon asterismen Vintertriangeln.

## Historia och religion
Sirius har spelat en betydande roll för många kulturer. Sålunda baserade sig den egyptiska kalendern på Sirius heliakiska uppgång, det första datum på året då den åter steg över horisonten. Vissa tror att stjärnan identifierades med Osiris. Ett flertal tempel var ägnade åt Sirius. Sirius ska även ha dyrkats i Hedeby under 900-talet, men på vilket sätt den dyrkades inom asatron finns det inga källor som förtäljer. Baserat på Osiris-teorin, skulle eventuellt stjärnan identifierats med Oden, liksom anglo-saxerna eventuellt identifierade polstjärnan med Tyr, men detta är bara spekulationer.[källa behövs]

## Egenskaper
Den ljusare komponenten, betecknad Sirius A, är en stjärna i huvudserien av spektraltyp tidig A, med en uppskattad yttemperatur på 9 940 K. Följeslagaren, Sirius B, är en stjärna som redan har utvecklats genom huvudserien och blir en vit dvärg och var en gång den mer massiva av de två stjärnorna. Tidigt i sin livscykel anses de ha varit två blåaktigt vita stjärnor som kretsar kring varandra i en elliptisk bana med en omloppsperiod på 9,1 år. Stjärnorna avger en högre än förväntad nivå av infraröd strålning, enligt mätning av IRAS rymdbaserade observatorium. Detta kan vara ett tecken på stoft i konstellationen och anses vara något ovanligt för en dubbelstjärna. Bilder från Chandra X-ray Observatory visar att Sirius B lyser starkare än sin ljusare partner eftersom den är en starkare källa till röntgenstrålning.

### Sirius A
Sirius A har en massa som är ca dubbelt så stor som solens. Stjärnans radie har uppmätts med astronomisk interferometri, vilket ger en uppskattad vinkeldiameter av 5,936 ± 0,016 mas. Dess projicerade rotationshastighet är en relativt låg eller 16 km/s, vilket inte ger någon signifikant utplattning av dess skiva. Detta är en markerad skillnad mot den likvärdiga Vega som roterar mycket snabbare eller 274 km/s, vilket ger en utvidgning vid dess ekvator. Ett svagt magnetfält har detekterats på ytan av Sirius A. 

### Noter

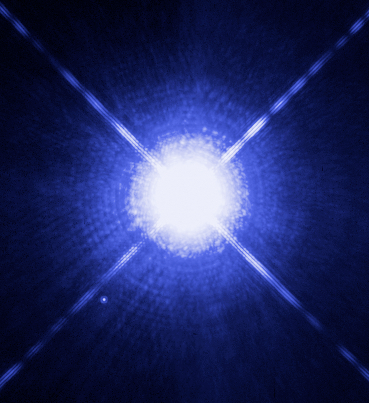
Sirius A (mitten) och den vita dvärgen Sirius B (nedanför till vänster). Bilden tagen av rymdteleskopet Hubble.

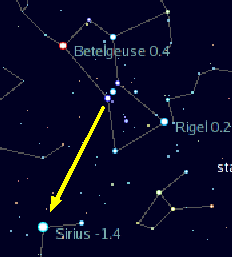
Sirius position på stjärnhimlen är lätt att hitta med utgångspunkt från stjärnbilden Orion.

### Sirius B
Sirius B är en av de mer massiva vita dvärgarna som är kända, med en massa som är drygt en solmassa. Denna är koncentrerad i en volym som är ungefär lika med jordens volym. Dess aktuella yttemperatur är ca 25 200 K. Eftersom den inte har någon intern energikälla, kommer Sirius B efter hand att svalna, då den återstående energin utstrålas till rymden sedan mer än två miljarder år.